# Ivo Kurtini
Ivica "Ivo" Kurtini, född 23 juni 1922 i Rijeka, död 12 september 1990, var en kroatisk vattenpolospelare som under sin karriär representerade dåvarande Jugoslavien. Han tog OS-silver 1952 med Jugoslaviens landslag.
Kurtini spelade fyra matcher i den olympiska vattenpoloturneringen i London och nio matcher i den olympiska vattenpoloturneringen i Helsingfors där Jugoslavien tog silver. Kurtinis klubblag var VK Primorje.